# 盖达马克湾
盖达马克湾（俄语：Бухта Гайдамак）是沃斯托克湾西部的海湾，属滨海边疆区纳霍德卡城区，长2.5公里，宽0.5公里，面积1.38平方公里，岸长5.8公里。它第一次为西方人所知是在1861年盖达马克号发现，并以船名命名了这个海湾。